# Adrien Guignet
Jean-Adrien Guignet né le 21 janvier 1816 à Annecy (alors division de Savoie du royaume de Sardaigne) et mort le 19 mai 1854 à Paris, est un peintre orientaliste français.

## Biographie
Adrien Guignet a grandi dans la ville d'Autun, dont certains paysages et monuments (notamment les sites antiques) l'inspireront. Il fut l'ami d'Hippolyte Michaud. Peintre orientaliste assez populaire à son époque, Guignet a été reconnu pour ces scènes égyptiennes, comme Cambise et Psamménite (conservé à Paris au musée du Louvre), ou encore Joseph expliquant les rêves du pharaon (musée des beaux-arts de Rouen), avec toujours un goût prononcé pour les paysages exotiques et mystérieux.

## Collections publiques
- Musée des beaux-arts de Beaune : 
  - Soldat gaulois, vers 1854, huile sur toile
  - Agar et Ismaël, huile sur toile
- Orléans, musée des Beaux-Arts : 
  - L'homme à la lance, huile sur toile marouflée sur bois, 24 x 13 cm[1]
- Paris, musée du Louvre : 
  - Cambise et Psamménite, huile sur toile,
  - Épisode de la retraite des Dix-Mille, huile sur toile (vers 1842)
- Musée des beaux-arts de Rouen : Joseph expliquant les rêves du pharaon, huile sur toile